# Mustela lutreolina
Belette d'Indonésie
Espèce
Répartition géographique
Statut de conservation UICN

 LC  : Préoccupation mineure
Mustela lutreolina, communément appelé la Belette d'Indonésie, est une espèce de mammifère carnivores de la famille des Mustelidae qui est endémique d'Indonésie.

## Répartition
Mustela lutreolina se rencontre sur les iles de Sumatra et de Java en Indonésie.